# Kraj Gornji
Kraj Gornji es una localidad de Croacia en el municipio de Dubravica, condado de Zagreb.

## Geografía
Se encuentra a una altitud de 163 m s. n. m. a 30,6 km de la capital nacional, Zagreb.

## Demografía
En el censo 2011, el total de población de la localidad fue de 170 habitantes.
Según estimación 2013 contaba con una población de 143 habitantes.